# ベルナデット 最強のファーストレディ
『ベルナデット 最強のファーストレディ』（ベルナデット さいきょうのファーストレディ、フランス語: Bernadette）は2023年製作のフランス映画。主演はカトリーヌ・ドヌーヴ、監督はレア・ドムナック（Léa Domenach）。タイトルロールの「ベルナデット」はフランス大統領・ジャック・シラク夫人のこと。
日本公開は、2024年11月8日。

## 概要
1995年にジャック・シラクがフランス大統領に就任してから、ジャン＝マリー・ル・ペンに勝って2期目を務めた2007年までの12年の間を実在する大統領夫人ベルナデット・シラクを主人公にして描くコメディ映画である。
メディア向きではないと指摘された大統領夫人が、メディアの最重要人物になるべく奔走する模様を、事実をもとにして脚色してある。

## あらすじ
この映画はフィクションである。事実と頃なる部分もある。
コレーズ県の県議も務めるベルナデットは夫ジャック・シラクを大統領にするために働き、そのかいあってか1995年に夫は大統領当選。
フランス大統領府であるエリゼ宮に足を踏み入れたベルナデットはようやくこれまでの自分の働きに見合う場所を得られると思ったが、夫や大統領の側近、そして夫の広報アシスタントを務める娘クロードからも、ベルナデットは「時代遅れ」「メディアに向いていない」と突き放されてしまう。
そんなベルナデットに、かつては県知事を夢見ていたこともあるベルナール・ニケが派遣されてくる。公式行事からも遠ざけられ、ベルナデットの警告を無視して1997年に行われた国民議会解散1997年フランス議会総選挙では、左派が過半数の議席を取得してしまう。同年8月、パリ市内でダイアナ妃が事故死した際にジャックが愛人宅にいて、しばし行方がつかめなかったこと、更には長女のロレンスから大統領就任祝いにとベルナデットがプレゼントしてもらった陸亀へ向けて放尿しているジャックを見て、ついにベルナデットの堪忍袋の緒が切れる。
ニケの「ご自分を解放すれば、道は開けます」との言葉を胸に、ベルナデットはひたすら邁進する。なお、ニケへの成功報酬は知事任命。まずは、慈善募金活動をアピールし大成功に終わる。1998年5月にはファーストレディ同士ということでヒラリー・クリントンを自身の政治基盤であるコレーズ県に招き、これもマスコミが大きく取り上げることになる。シャネルのカール・ラガーフェルド自身による新しい衣装コーディネートも好評で、ベルナデットの国民人気はますます上がり、コレーズ県議員選挙でも再選される。TGVを延長してコレーズ県ブリーヴまで引く計画の推進を取り付けるも、相変わらずジャックからは「今の時期に生牡蠣を食ってもいいのか?」などのどうでもいいような相談しかこない。
2002年フランス大統領選挙でベルナデットは極右のジャン＝マリー・ル・ペンを警戒すべきと指摘するが、ジャックと閣僚たちからはこれまで同様に無視される。結果、ジャック・シラクとル・ペンの決選投票になってまった。決選投票そのものは左派の協力も仰いでジャックの大勝に終わる。1995年の時とは異なり、エリゼ宮の職員たちもベルナデットを称え、求められてスピーチする中、ベルナデットはジャックからの「黙れ」と書かれたメモを渡され涙する。
2007年、ジャックはパリ市長時代の公金横領と背任の罪で起訴され、免罪特権のある大統領職を失ったら有罪は免れない状況になっていた。そんなとき、ジャックが一過性脳虚血発作で倒れてしまう。一命は取り留め、退院したものの、既に人の名前の発声すら怪しいところがあった。
2007年フランス大統領選挙、ベルナデットはニコラ・サルコジに支持表明と引き換えに、大統領を辞めた後のジャックの支援を要請。サルコジの選挙演説会に出席する。それをテレビ中継で見ていたジャックは怒り、すぐさま退席するよう電話をかけるが、ベルナデットは意に介せず、サルコジに招かれて登壇する。演説会後、マスコミからサルコジ支持は大統領の了解があってのことなのかという問いに、「自分の行動に夫の許可は必要ない」と言い切るのだった。
その後も、ベルナデットは県議として活躍した。
が、隣町までは来たものの、未だTGVはブリーヴまでは開通していない。

## スタッフ
- 監督 - レア・ドムナック[1]
- 製作 - ファブリス・ゴルドスタイン、アントワーヌ・ルアン
- 脚本 - クレマンス・ダルジャン、レア・ドムナック
- 撮影 - エリン・キルシュフィンク
- 美術 - ジャン＝マルク・トランタンバ
- 衣装 - カトリーヌ・ルテリエ、カロリーヌ・ドゥ・ビベーズ
- 編集 - クリステル・デウィンター

## キャスト
- ベルナデット・シラク（フランス語版） - カトリーヌ・ドヌーヴ[1][2]
- ベルナール・ニケ（フランス語版） - ドゥニ・ポダリデス（英語版）[2]
元パリ市庁職員で、シラク夫妻とも面識はあるが、どちらかといえば「ぼんくら」と認識されていた。あだ名は「ミッケー」だがそれも揶揄を含んだ表現で本人は望んでいない。
- ジャック・シラク - ミシェル・ヴュイエルモーズ（英語版）[2]
- クロード・シラク（英語版） - サラ・ジロドー（英語版）[2]
次女。広報アシスタントを務める。
- ロレンス・シラク - モード・ワイラー（英語版）
長女。摂食障害で長らく療養中。また、その事実は本人の意向もあって伏せられていた。
- ニコラ・サルコジ - ロラン・ストケル（英語版）
右派の政治家。かつてはシラク夫妻とも親しかったが。1995年フランス大統領選挙の際に対立候補を支持したため「裏切者」とシラク夫妻からは毛嫌いされている。
- ドミニク・ド・ビルパン - フランソワ・ヴァンサンテッリ（フランス語版）
- アロール - バーバラ・シュルツ（英語版）
シラク政権の報道官の1人。
- 運転手 - リオネル・アベランスキ（英語版）
長年、ジャック・シラクの運転手を務め、大統領就任後も引き続き勤務する。ダイアナ妃が事故死した際もジャックを愛人宅へ送っていた。
ベルナデットに嵌められ、飲酒運転で免職。その後、ベルナデットを酷評する内容の自伝を出版する。
- ジャッキー=ピエール - スカリ・デルペラト（フランス語版）
エリゼ宮の職員。当初はベルナデットから「ピエール」と呼ばれるのを嫌がっていたが、ベルナデットが大衆に支持されるようになると「ジャッキー=ピエールでは長すぎると思ってた」と迎合する。
- ムーレ神父 - ジャッキー・ネルセシアン（英語版）
冒頭でベルナデットが告解する神父。懺悔室の中の壁面にいろいろ写真を貼り付けている。
- ダビド・ドゥイエ - アルトゥス（英語版）
1996年アトランタオリンピック優勝の柔道家。ベルナデットのチャリティー活動に協力する。
- カール・ラガーフェルド - オリビエ・ブライトマン（フランス語版）
シャネルのヘッドデザイナー。マスコミ露出が増えたベルナデットの服装が20年も昔のシャネルで古臭いという大量の苦情を受けて、自らベルナデットの衣装コーディネートを行うためにエリゼ宮に乗り込んでくる。
- グザヴィエ・ベルトラン - ヴァンサン・プリマ（フランス語版）
- アラン・ジュペ - オリヴィエ・バラジュック（フランス語版）
フランス首相に指名されるが、ベルナデットは嫌っており、その発言をクロードに「（大統領の評価に悪影響が出るから）考えて発言して」と咎められることになる。
- グルンドマン - パトリック・パロー（フランス語版）
- ワイン業者 - アロイス・ムニュ（フランス語版）
コレーズ県の市場を視察したベルナデットを称賛し、ワインをふるまう。ベルナデットは勧められたワインを自身では飲まず、運転手に飲ませ、その帰り道、要請しておいた警察検問によって運転手を逮捕させている。
- ジャーナリスト - ローレンス・オルトゥスキ（フランス語版）
- ヴァル・ド・グラース（英語版）の医者 - ステファン・ブーシェ（フランス語版）

## 製作
カトリーヌ・ドヌーヴは「伝記映画には興味がない」と語っていたが、レア・ドムナックとクレマンス・ダルジャンが書き上げたシナリオを読んで、素晴らしく、とてもよく書けていて、すごく笑えたシナリオだったことから興味を持ち、ドムナックと会ったドヌーヴは、事実をそのまま映画にするのでなければ、ベルナデット・シラクに似せようとするのでもなく、ただ役の心を演じればいいのだということを理解したことで考えを改め、出演依頼を受けた。